# SnRNP
snRNP's (uitspraak: "snurps", afkorting van het Engelse small nuclear ribonucleoproteins) zijn biomoleculaire complexen, bestaande uit eiwitten en RNA, die een essentiële rol spelen bij het verwijderen van introns in pre-mRNA. snRNP's worden aangetroffen in de celkern van eukaryoten. 
Bij de eiwitsynthese wordt eerst een kopie gemaakt van een stuk DNA (transcriptie), waarna deze kopie wordt vertaald naar een eiwit (translatie). Die kopie bestaat uit mRNA. Al tijdens de transcriptie ondergaat de onbewerkte kopie, die pre-mRNA wordt genoemd, allerlei processen. Een van die processen is splicing. Bij dit proces worden niet-coderende gedeelten (introns) uit het pre-mRNA gesplitst. Splicing kan vaak op verschillende manieren gebeuren, afhankelijk van het gewenste eindproduct.
snRNP's zijn een onderdeel van het spliceosoom, het complex van RNA en eiwitten dat het proces van splicing uitvoert. De rol van snRNP's in dit splicingproces lijkt met name te zijn, dat ze de plaatsen kunnen herkennen waar splicing plaats moet vinden. 
Het RNA in snRNP's wordt snRNA genoemd, van het Engelse small nuclear RNA. Dit RNA is gewoonlijk ongeveer 150 nucleotiden lang. RNP (ribonuclear protein) bindt aan dit snRNA, waarmee het enzymatisch geactiveerd wordt. Het snRNA heeft (evenals het RNA in ribosomen) zowel een structurele als een enzymatische functie: het is een ribozym.